# تيريل توماس
تيريل توماس (بالإنجليزية: Terrell Thomas)‏ هو لاعب كرة قدم أمريكية أمريكي، ولد في 8 يناير 1985 في باسادينا في الولايات المتحدة.

## وصلات خارجية
- تيريل توماس على موقع مرجع كرة القدم المحترفة.كوم (الإنجليزية)